# Peter Hook
Peter Hook (nascido Peter Woodhead; Salford, 13 de fevereiro de 1956) é um cantor, compositor, multi-instrumentista e produtor de discos inglês. Ele é mais conhecido como baixista e co-fundador das bandas de rock inglesas Joy Division e New Order. Hook costumava usar o baixo como instrumento principal, tocando melodias nas cordas altas com um efeito de coro pesado característico. No New Order, ele faria isso, deixando as linhas de baixo reais para teclados e seqüenciadores.
Hook formou a banda que se tornaria o Joy Division com Bernard Sumner em 1976. Após a morte do vocalista Ian Curtis em 1980, a banda se reformou como New Order. Hook tocou baixo com o New Order até 2007.

## História

### Estilo
Seu estilo característico de tocar, usando notas agudas e melódicas, fez com que na época do Joy Division o descrevessem como "um baixista que achava que estava tocando guitarra solo" (afirmações semelhantes foram feitas para John Entwistle dos Who e Chris Squire dos Yes). O estilo único e imediatamente reconhecível de Hook continuou com os New Order, se tornando ainda mais melódico e agudo do que no Joy Division. Essa abordagem pouco usual foi muito influenciada, segundo o próprio Hook, pelo equipamento de má qualidade que ele usava no início da sua carreira. Com um equipamento tão simplório, ele era apenas capaz de ouvir claramente o seu amplificador quando tocava notas mais agudas.
Entretanto, no livro Touching from a Distance, biografia do finado ex-vocalista do Joy Division, Ian Curtis, a viúva Deborah Curtis relata uma história diferente. Numa ocasião em que Bernard Sumner teria saído de férias, Ian teria dito ao empresário da banda, Rob Gretton, que não achava que Sumner fosse tão bom na guitarra e que o Joy Division deveria ter um segundo guitarrista. Ao retornar, Bernard ficou sabendo desse comentário e ficou furioso. Então, para satisfazer Ian e não desagradar Bernard, Peter começou a tocar notas mais agudas. Entretanto, a história sobre a má qualidade do equipamento é tida como a oficial.
Um dos grandes "segredos" do som agudo e melódico das linhas de baixo de Peter Hook é um pedal de efeito chorus Electro-Harmonix Clone Theory. Em uma entrevista, Peter disse que o pedal pertencia originalmente a Bernard Sumner e que este o revendeu pelo dobro do preço pelo qual havia comprado.

### Influências
Em entrevistas, Peter Hook chegou a mencionar que suas principais referências no baixo são John Entwistle (The Who), Paul Simonon (The Clash) e Dee Dee Ramone (Ramones). Destes dois últimos, Peter não apenas foi influenciado pelo estilo simples de tocar, sem virtuosismos, como era de hábito no punk rock, como também se inspirou na forma de segurar o instrumento, com o baixo na altura dos joelhos.
Peter Hook é uma influência para gerações de baixistas. Alguns que já admitiram serem muito influenciados por ele, são: Adam Clayton (U2), Simon Gallup (The Cure), Colin Greenwood (Radiohead),  Eric Avery (Jane's Addiction) e Carlos Dengler (Interpol).

### Revenge
Revenge foi uma banda formada por Hook (vocal, baixo, teclados), o cantor Rawhead Davyth Hicks (Dave Hicks) na guitarra e vocal, e Chris Jones (teclados). A banda foi formada durante um hiato do New Order entre 1989 e 1990, e teve seus shows finais em Janeiro de 1993. Após o álbum "One True Passion" ser lançado em 1991, o Revenge foi acompanhado no palco por David Potts (baixo e guitarra) e Ash Taylor na bateria.

### Monaco
Monaco foi um projeto paralelo de Hook. Juntamente com David Potts, o único membro remanescente da Revenge, a banda foi formada em 1995. O grupo é mais conhecido pelo single "What Do You Want from Me?" de 1997.

### The Haçienda
Em 2010, Hook lançou o livro autobiográfico "The Haçienda: How Not to Run a Club", que conta a história da fundação, ascensão e fechamento da casa de shows da qual ele foi um dos fundadores em Manchester. A The Haçienda teria sido um dos pilares da cena Acid house do Reino Unido, foi inspirada na The Factory, e era administrada pelo New Order e pelo Tony Wilson.